# Khortitsa Palace
Khortitsa Palace або Хóртиця Палáц — 17-поверхові башти-хмарочоси у Запоріжжі, збудовані в 2011 році.
У баштах знаходиться чотиризірковий готель і бізнес-центр класу «А».

## Характеристики
Хортиця Палац має в своїй інфраструктурі: чотиризірковий готель, бізнес-центр класу «А», три ресторани, бар, фітнес-центр, СПА, конгрес-хол, кімнати для переговорів, крамниця тощо.

## Інженерія
- Ліфти: 2 швидкісних пасажирських ліфта фірми «Otis» вантажопідйомністю 1000 і 400 кг.
- Вентиляція: система щоповерхової централізованої припливно-витяжної вентиляції, повітряводи розміщуються в запотолочном просторі коридору.
- Кондиціонування: система мультизонального кондиціонування, роздавальні фанкойли розміщуються в площині підвісної стелі на відмітці 2,8 м.
- Опалювання: система клімат-контроль.
- Електропостачання: передбачена власна ТП.
- Внутрішнє освітлення: виконується зі вбудованими стельовими світильниками з люмінесцентними лампами.
- Водопостачання: холодне від міської мережі, автономна система підготовки гарячої води.
- Пожежогасіння і сповіщення: система сплинкерного пожежогасінні, система автоматичної пожежної сигналізації і сповіщення.
- Димовидалення: автоматична система димовидалення в коридорах.
- Загальна площа комплексу 19 200 м², з яких: офіс — 5 700 м², готель — 10 500 м², підземний паркінг — 2 000 м².
- Система безпеки: система контролю доступу, система відеоспостереження.
- Комунікації: оптико-волоконні лінії зв'язки, що дозволяють необмежену кількість телефонних ліній, виділений канал інтернет.
- Експлуатація: цілодобова диспетчерська служба експлуатації.

## Цікаві факти
- На будівництві хмарочоса працювало до 250 будівельників щодня[3].